# Urbania, Marche
Urbania är en ort och kommun i provinsen Pesaro e Urbino i regionen Marche i Italien. Kommunen hade 6 829 invånare (2022).